# 1787 aux États-Unis
Pour des articles plus généraux, voir Chronologie des États-Unis et 1787.
Chronologie des États-Unis
- 1783
- 1784
- 1785
- 1786
- 1787
- 1788
- 1789
- 1790
- 1791

Cette page concerne des événements d'actualité qui se sont produits durant l'année 1787 du calendrier grégorien aux États-Unis.

## Gouvernement
- Congrès de la Confédération

## Événements

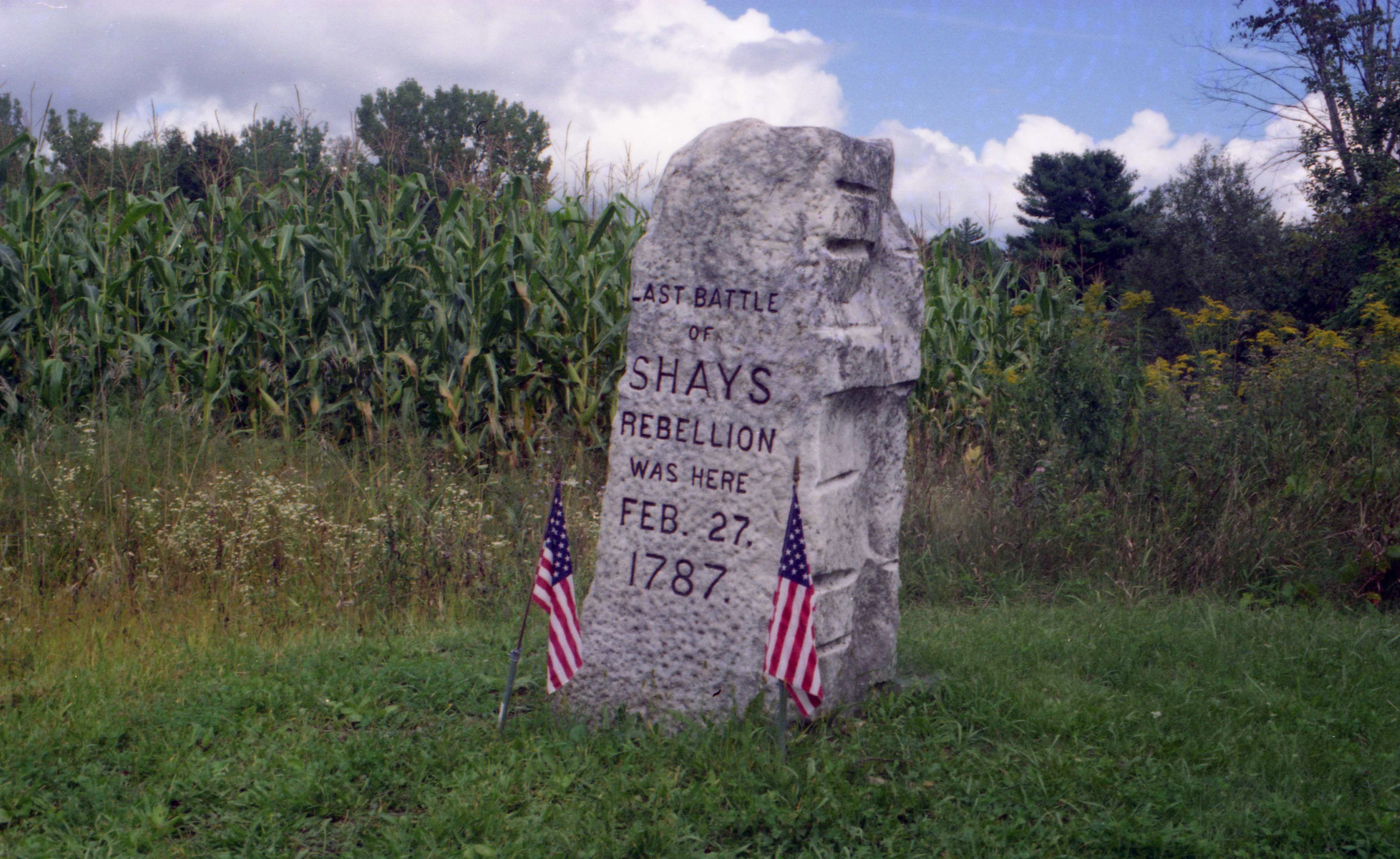
Ce monument marque la bataille finale de la Révolte de Shays, dans l'ouest du Massachusetts près d'Egremont (Massachusetts)

- 2 février : les délégués du Congrès de la Confédération élisent Arthur St. Clair président du Congrès continental.
- 4 février : répression de la Révolte de Shays par les milices du Massachusetts et les troupes fédérales[1]. Cette révolte influencera la Convention de Philadelphie pour la rédaction de la Constitution des États-Unis d'avoir un pouvoir central fort.
- 28 février : charte de fondation de l'Université de Pittsburgh.
- Mars : fondation de Clinton (comté d'Oneida)[2].
- 2 avril : fondation à Philadelphie de la Free African Society, première Église indépendante noire, suivie de la Bethel Church (1794), de l’African Methodist Episcopal Church (1816) et de l’African Methodist Episcopal Zion Church à New York en 1820.
- 6 mai : fondation à Boston de la Free African Lodge, société de francs-maçons noirs, sous l’impulsion de Prince Hall, un mulâtre émigré de la Barbade.
- 25 mai : début de la Convention de Philadelphie, (fin le 17 septembre)[3].
- 28 mai : création du Comté de Randolph (Virginie-Occidentale)[4].
- 29 mai : Edmund Randolph propose le Plan de Virginie à la Convention de Philadelphie, un programme conçu au préalable par les délégués de la Virginie[5].

- 6 juin : fondation du Franklin & Marshall College à Lancaster (Pennsylvanie).
- 15 juin : Le 15 juin 1787[6], William Paterson, délégué pour le New Jersey, propose le Plan du New Jersey en réponse au Plan de Virginie une structure prenant en compte les inquiétudes des « petits » États.
- 20 juin : Oliver Ellsworth  propose la dénomination United States (États-Unis) pour désigner le gouvernement. Depuis ce-jour, cela devient le titre officiel. The United States of America (États-Unis d'Amérique) fut inclus dans la rédaction finale de la Constitution des États-Unis d'Amérique par le Gouverneur Morris.
- 13 juillet : le Congrès américain signe l'Ordonnance du Nord-Ouest. Cette ordonnance entraîne la formation du Territoire du Nord-Ouest, le premier territoire organisé par les États-Unis, et établit pour tout le XIXe siècle les modalités de la croissance des États-Unis vers l'ouest, ainsi que l'interdiction de l'esclavage dans le Territoire du Nord-Ouest[7] ce qui établit de fait la limite entre les états esclavagistes et les autres sur le fleuve Ohio.
  - Trois ordonnances règlent le sort des nouveaux territoires de la vallée de l’Ohio (1784-1785-1787) : la division de base est une surface de 6 miles carrés destinés à devenir le territoire d’une commune (Township). Cette surface est divisée en 36 lots ; 31 sont vendus, 4 sont réservés pour les besoins de l’administration fédérale, 1 pour les dépenses de l’école de la commune. Au fur et à mesure du développement de la population, on passe d’une administration nommée par le Congrès à une administration d’État intégré à l’Union (plus de 60 000 personnes). Le Congrès prohibe l'esclavage dans les territoires du nord-ouest, les futurs Ohio, Indiana, Illinois, Michigan, Wisconsin et Minnesota. Ces ordonnances sont toujours en vigueur.
- 16 juillet : le Compromis du Connecticut est un accord auxquels les grands et petits États aboutissent durant la Convention de Philadelphie qui, en partie défini la structure législative et la représentation que chaque État aurait en vertu de la Constitution des États-Unis. Il propose la création de deux chambres, à savoir le Sénat et la Chambre des représentants.

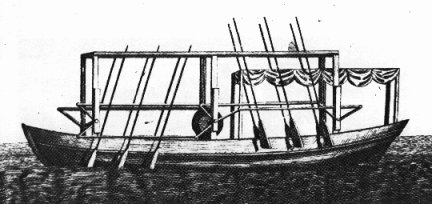
Le premier bateau à vapeur de John Fitch était propulsé par des rames (Columbian Magazine, 1786)

- 22 août : John Fitch fait l'essai sur le fleuve Delaware d'un bateau à vapeur propulsé par des rames.

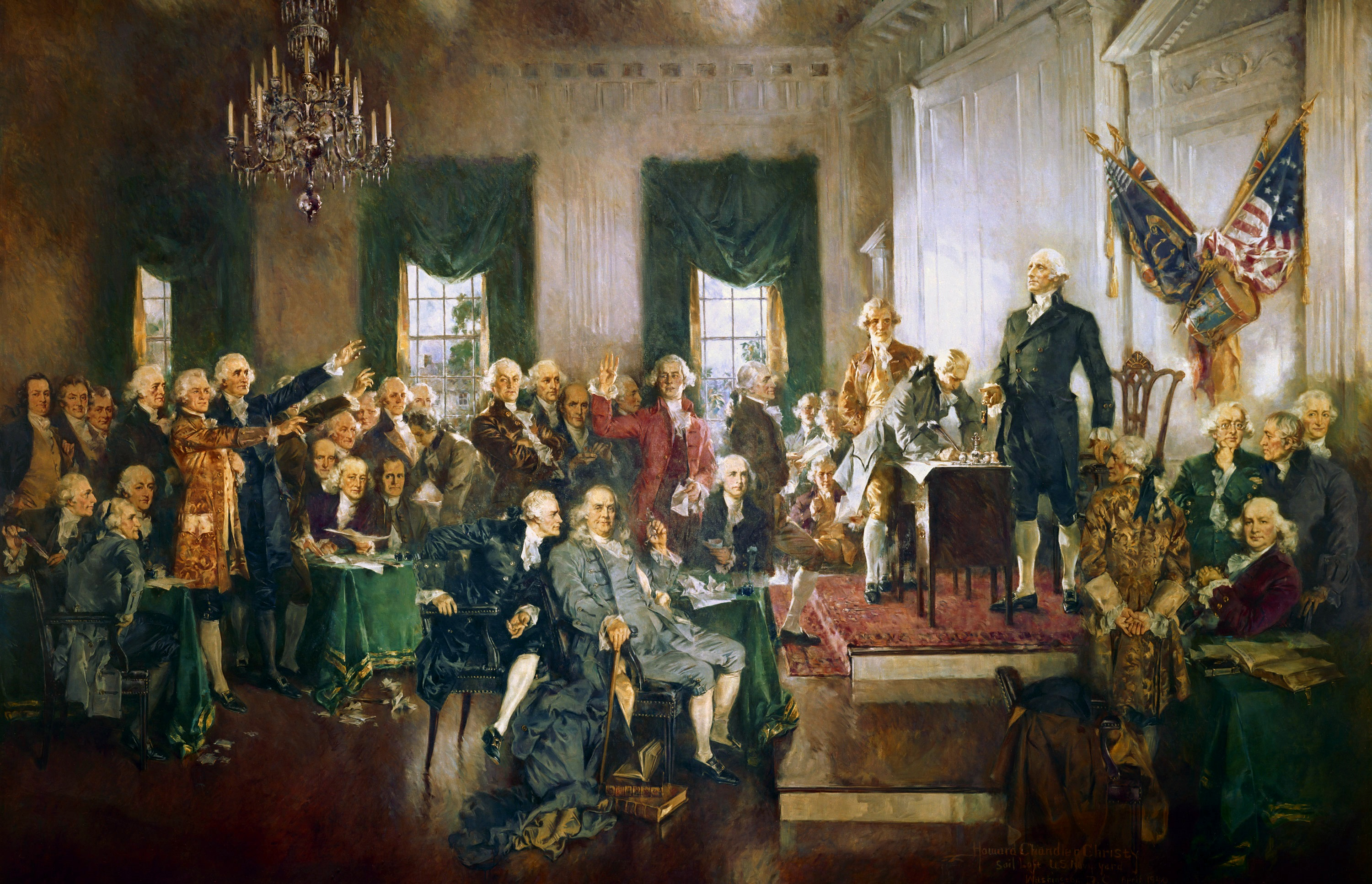
17 septembre : Scène à la signature de la Constitution des États-Unis, par Howard Chandler Christy. Ce tableau représente les 33 délégués qui signèrent la Constitution.

- 17 septembre : adoption de la Constitution des États-Unis d'Amérique[3].
- 20 septembre : création du Comté de Huntingdon (États-Unis).
- 27 octobre : début de la publication du recueil d’articles The Federalist Papers écrit par James Madison, Alexander Hamilton et John Jay, en vue de souligner comment la nouvelle Constitution des États-Unis d'Amérique allait opérer et pourquoi elle était le meilleur choix pour les États-Unis d'Amérique (fin le 16 août 1788)[8].
- 7 décembre : le Delaware ratifie la Constitution des États-Unis d'Amérique et devient le premier État des États-Unis[9].
- 12 décembre : la Pennsylvanie ratifie la Constitution des États-Unis d'Amérique et devient le deuxième État des États-Unis[9].
- 18 décembre : le New Jersey ratifie la Constitution des États-Unis d'Amérique et devient le troisième État des États-Unis[9].
- Fondation de Goldsboro (Caroline du Nord).
- Fondation de Lumberton (Caroline du Nord).

## Naissances
- 10 décembre : Thomas Hopkins Gallaudet, révérend, est né à Philadelphie aux États-Unis et mort le 10 septembre 1851 à Hartford dans le Connecticut aux États-Unis. Il fut l'un des premiers à s'intéresser à l'éducation des personnes malentendantes aux États-Unis.

### Date imprécise
- Martha Ann Honeywell artiste handicapée américaine.

#### Articles généraux
- Chronologie de la révolution américaine
- Histoire des États-Unis de 1776 à 1865
- Évolution territoriale des États-Unis
- Histoire de la Louisiane

#### Articles sur l'année 1787 aux États-Unis
- Plan de Virginie
- New Jersey Plan
- Territoire du Nord-Ouest (États-Unis)
- Compromis du Connecticut
- Convention de Philadelphie
- Encrier Syng
- Ordonnance du Nord-Ouest